# Lunar Eclipse
Lunar Eclipse è il secondo album solista di David Bryan, tastierista della rock band Bon Jovi. Pubblicato nel 2000, contiene tutte le canzoni del precedente album On a Full Moon tranne Awakeing e Midnight Voodoo, e 3 nuove canzoni.

## Tracce
1. Second Chance (inedito) - 3:42
2. I Can Love (inedito) - 4:41
3. It's a Long Road - 4:12
4. On a Full Moon (inedito) - 3:55
5. April - 3:40
6. Kissed by an Angel - 3:24
7. Endless Horizon - 4:15
8. Lullaby for Two Moons - 3:42
9. Interlude - 0:58
10. Room Full of Blues - 2:50
11. Hear Our Prayer - 3:34
12. Summer of Dreams - 3:37
13. Up the River - 2:55
14. Netherworld Waltz - 5:31
15. In These Arms* - 5:06

[*]: Si tratta di una nuova versione della canzone contenuta nell'album dei Bon Jovi Keep the Faith. È l'unica canzone non strumentale di tutto l'album.

## Personale di produzione
- David Bryan - pianoforte, voce in In These Arms, ingegnere del suono, ingegnere della masterizzazione
- Troy Turner - chitarra
- Nancy Buchan - violino
- Edgar Winter - sassofono
- Harold Scott - basso
- Stanley Watson - percussioni produttore
- Larry Fast - ingegnere del suono
- Paul Higgins - ingegnere del suono
- Linda Rowe - fotografia